# 岡田ケイスケ
岡田ケイスケ（おかだ けいすけ、本名：岡田恵介、1979年4月6日 - ）は、日本の作曲家、作詞家、編曲家、音楽プロデューサー、ミュージシャン。兵庫県西宮市生まれ。身長171cm、O型。

## 人物
作風はジャンルを問わず多彩だが、特にメロディアスでエモーショナルな楽曲が際立ち、CD全盛期の80～90年代の良質な日本のメロディーを深く継承し次世代の音楽へと落としこんでいる。
影響を受けたアーティストはLINDBERG、LUNA SEA、筒美京平、WEEZER、UKロック、アニメ音楽全般、ゲーム音楽全般。
活動は主にアイドル、アーティストへの楽曲提供、ゲームアプリの音楽制作、ファッションショー等のBGMを制作し提供している。
これまで楽曲提供時に使用していた活動名義は、「岡田ケイスケ」「岡田ケイスケ(NEURØGENESIS)」｢OKD(NEURØGENESIS)｣｢OKD｣｢岡田恵介｣｢StarlanD｣｢NEURØGENESIS｣がある。
師匠にジャズシンガーのYoshimi,、シンセ界の巨匠 稲見淳がおり、大橋トリオとは幼馴染である。
現在の代表作に映画「胸が鳴るのは君のせい」主題歌『虹の中で』美 少年（ジャニーズ）、
DAOKOに提供した「CRASHER」、MADKIDに提供したシングル曲「来･来･来」（テレビ朝日系音楽番組 BREAKOUT 2020年3月度オープニング曲）などがある。
偶然にもBREAKOUTでこの楽曲が使用された第1週のメインゲストは大橋トリオだった。

## 経歴
90年代後半から大阪、神戸を中心にバンド活動を行い、ステンド、sorry!、15少年と、それぞれ岡田がベースボーカル、ソングライターのスタイルでフロントマンを担当していた。最終学歴は神戸電子専門学校デジタルサウンド科　研究課程卒。
2011年にStarlanD名義でmilkybunny(益若つばさ)に提供したsong for… で作曲家デビュー。デイリーオリコン5位を記録した。
その後、大手ゲームメーカーによる某世界的有名キャラクターのゲームアプリBGMや、大阪モード系ファッションショー｢クリエイタスマガジンコレクション｣の音楽監修を担当。
ベイビーレイズJAPANや、バンドじゃないもん!、MADKIDなどへも楽曲提供を行う。
スカパー音楽番組 MilkyBunny2700 OPテーマにmilkybunny(益若つばさ) に提供した｢DISCODE｣が起用されている。
ベイビーレイズJAPANに提供した｢トゥゲザー！トゥゲザー！トゥゲザー！｣はSUMMERSONIC2013でセットリスト入りし、披露された。
2019年10月9日発売の任天堂×Cygamesの共同開発アクションRPGアプリ「ドラガリアロスト」の1周年を記念した、アニバーサリーアルバム「DAOKO × ドラガリアロスト」に、
岡田が作曲に加わった楽曲で、ゲーム内で使用されている「CRASHER」が収録されており、DAOKOの楽曲となっている。(みんなで決めるゲーム音楽BEST100  2018年で99位にランクインしている)
同アルバムでは小林武史をはじめ、中田ヤスタカ、スチャダラパー、江島啓一 (サカナクション)、きくお、小島英也 (ORESAMA)など
多くの著名アーティストの手掛けた楽曲が岡田ケイスケの楽曲と共に収録されている。
2020年8月5日発売のMADKIDへ提供(作曲/作詞)したシングル曲｢来･来･来｣が自身初のメジャーリリースシングルのメイン曲となった。同曲はテレビ朝日系音楽番組 BREAKOUT 2020年3月度オープニング曲となり、
オリコンランキング シングルチャート デイリーで最高7位を記録している。
2020年5月27日、任天堂×Cygames　ＲＰＧアプリ　ドラガリアロスト　イベント「仙光、暗晦に閃きて」テーマ曲に谷本貴義が歌う楽曲｢Force Your Way｣を作曲作詞で提供した。
2022年7月25日、ドラガリアロスト　にてルクレツィアが歌う本作エンディングテーマ『Words To Give』作曲作詞。
ラストダンジョンテーマ『Truth Is Calling』を作曲作詞。
2021年、リード曲｢EyeS｣を含む岡田の楽曲を複数収録した　34 0.29m/s 3rd mini ALBUM『ACCELERATION』が海外でスマッシュヒットし、カナダ、ロシアのItunes JPOPランキングで1位を獲得、オーストリアなどヨーロッパでもランクインした。
2021年6月4日に全国公開された映画「胸が鳴るのは君のせい」主題歌『虹の中で』美 少年（ジャニーズ）の作詞を担当した。
現在も年間約100曲越えというペースで精力的に楽曲提供を行っている。

## 主な提供アーティスト、提供曲の一部
- Milky Bunny（益若つばさ）
  - 「Song for…[1]」（2011年7月20日、ポニーキャニオン）- 作曲（StarlanD名義）
  - 「DISCODE[3]」（2012年03月21日、ポニーキャニオン）- 作曲・編曲（StarlanD名義）
  - 「Pegasus☆[4]」（2015年11月28日、ポニーキャニオン）- 作詞・作曲（NEURØGENESIS名義）
- ベイビーレイズJAPAN「トゥゲザー！トゥゲザー！トゥゲザー！[2]」（2013年3月27日、ポニーキャニオン）- 岡田恵介名義
- バンドじゃないもん!「RAVE RAVE RAVE[5]」（2015年4月22日、ポニーキャニオン）- 作詞・作曲（NEURØGENESIS 名義）
- 969
  - 「TONIGHT」「FATE」「Moment」「Missing Blue」「By Your Side」「REAL」（2018年8月22日）- 作詞・作曲（NEURØGENESIS名義）
  - 「ONE LIFE」（2019年2月）- 作詞（NEURØGENESIS名義）
  - 「Where I Belong」（2019年6月）- 作詞（NEURØGENESIS名義）
- 天使突抜ニ読ミ
  - 「君といたユニバース」「サウンドスケープ」（2019年4月28日）- 作詞・作曲・編曲
  - 「エントロピーを夢見て」「時ヲ駆ケル」「Starry」「終電のシンデレラ」「NAVY」（2019年～2020年）- 作詞・作曲・編曲
  - 「80days」「恋人はAIでいい」「幾千億のストレイライト」「STARLIGHT DISTANCE」- 作詞・作曲・編曲
- 華は泡沫の如く、（from 京都男子）「ZEAL」- 作詞・作曲・編曲
- Very Very Red Berry「→RED→NIGHT→EXPRESS→」「深紅の叫び」（2018年）- 作詞・作曲・編曲
- Re:Jewel ｢gift for your smile(Re:Jewel OKDver.) ｣ （2018年12月26日、アートエヴィデンス）- 編曲
- おとぎのカンタレラ
  - 「0時のワンダーランド」「OUTERSIDE」（2018年12月8日）- 作詞・作曲・編曲
  - 「カンタレラ☆プレリュード」「おとぎのMERRY GO LAND」（2019年）- 作詞・作曲・編曲
- いずみ綾「赤の契約」「月と記憶の森」（2019年）- 作詞・作曲・編曲
- Suneeds「BeautifulWorld」- 作詞・作曲・編曲
- 月城アイラ「迷宮メルトピア」（2019年4月13日、Sound Produce:NEURØGENESIS）- 作詞・作曲
- 勿忘うた
  - 「cordierite」「約束だったからね」「314.6マイル先の情景」（2019年～2020年）- 作曲・編曲
  - アルバム『彼女は物語の1ページ目を開いた』収録曲全曲 - 作曲・編曲
- 星見る夜を過ぎても「∞trip」「snow story」「ハレユメ」「Wonder in forest」「pluieの夜」（2019年）- 作曲・編曲
- 天空音パレード
  - 「アシュラ」「ウィルオウィスプ」「HAPPYBIRTHDAY」（2019年～2020年）- 作曲・編曲
  - 柳谷ちほ（ソロ）「you」（2021年5月28日）- 作曲・編曲
  - 足森いづみ（ソロ）「ロング・ドリーマー」「ラグドゥネーム」「PARTY GAME」- 作曲・編曲
- Dr.Lolita
  - 「ジェネリック上・々・錠」「ロリカル・ヒステリー・ツアー」（2019年）- 作詞・作曲・編曲
  - 「A・E・D　~愛の切り札~」（2020年）- 作詞・作曲・編曲
- Arrow Heart「Saints of Rebellion」「ANOTHER GATE」「CALLING」「月時計の夜」（2019年～2020年）- 作詞・作曲・編曲
- あずましふみか「青い鳥」「希望へのラビリンス」「桜☆百景☆花吹雪」「YourMelodies」（2019年、所属：MusicACorda）- 作詞・作曲・編曲
- フルーツリング「スコール☆注意報」「ありったけのエール」（2020年8月30日）- 作詞・作曲・編曲
- CHIBA Flower Girls「いろは来世んす」「GloryWorld」「初陣TSUBAKI」（2020年）
- 稲葉千狸「小さなプロローグ」「彼方まで」「Dirty Plush toy」（2020年～）
- うたた寝シエスタ「Dream Land」（2020年6月13日）- 作曲・編曲
- 蓋世ユートピア革命「Rosy」- 作詞・作曲・編曲
- ЯiM:MiR「SE」「Hi★STORY」「ふたりかくれんぼ」「青空のメビウス」「MightyDream」「GrimmHearts」「ニャオ！ろまんてぃっく」「LOVELESS」「shooting star」「た・ら・れ・ば・シルクロード」（2020年～）- 作詞・作曲・編曲
- NEO BREAK
  - 「REMEMBER」- 作詞・作曲・編曲
  - 「－Continue→」- 作詞・作曲・編曲
  - 「夢のカタチ」- 作詞・作曲・編曲
  - 「SE4」- 作詞・作曲・編曲
  - 「アオ夏サイダー」- 作曲・編曲
- 京都男子
  - 「SE/乱劇開幕～令和の巻～」「SE/真都新章男子燃ユ」「SE/乱劇開幕」「CHANGE 舞 SOUL」「最・京・ワンダーランド」「武士道!三三七拍子」（2019年～）
  - 「あやかし☆百鬼夜行」（2020年11月3日）- 作詞・作曲・編曲
- DAOKO「CRASHER」（2019年10月9日、TOY'S FACTORY）- 作曲
- 谷本貴義「Force Your Way」（2020年5月27日、ドラガリアロスト イベント「仙光、暗晦に閃きて」テーマ曲）- 作詞・作曲
- MADKID「来･来･来」（2020年8月5日、Cymusic）- 編曲
- 340.29m/s
  - 「EyeS」- 作曲・作詞・編曲
  - 「我♡INEED!!」「「プロローグ」」「-no title-」- 作曲・編曲
- 美 少年「虹の中で」（2021年6月、映画「胸が鳴るのは君のせい」主題歌）- 作詞
- ルクレツィア（くろくも）
  - 「Word To Give」（2022年7月25日、ドラガリアロストエンディングテーマ）- 作詞・作曲
  - 「Truth Is Calling」（2022年7月25日、ドラガリアロスト　ラストダンジョンテーマ）- 作詞・作曲
- ATLEPY「ペルセウス」（テレビ朝日「~なぜここにいるの?~ ごみ物語」エンディングテーマ）- 作詞・作曲・編曲

## ファッションショーBGM提供歴
- TERUAKI TAKAHASHI　Creatous Magazine Collection vol.9、vol.11、vol.12　オーケストラ組曲BGM
- RACEA　Creatous Magazine Collection vol.9、 vol.10、vol.11、vol.12　BGM
- MARIED’OR　大阪中ノ島公会堂ファッションショーvol.11、vol.12　BGM